# Herschel Burke Gilbert
Pour les articles homonymes, voir Burke.
Herschel Burke Gilbert, né le 20 avril 1918 à Milwaukee au Wisconsin et mort le 8 juin 2003 à Los Angeles en Californie, est un compositeur de musique de film américain.

## Filmographie

### Cinéma
- 1946 : Le Baiser de la mort (The Secret of the Whistler) de George Sherman
- 1947 : J'accuse cette femme (Mr. District Attorney) de Robert B. Sinclair
- 1947 : The Guilty
- 1948 : Open Secret
- 1949 : Shamrock Hill
- 1949 : Prison Warden
- 1950 : The Jackie Robinson Story
- 1951 : Three Husbands
- 1951 : Le Foulard (The Scarf) d'Ewald André Dupont
- 1951 : Le Chevalier au masque de dentelle (The Highwayman) de Lesley Selander
- 1951 : The Magic Face
- 1952 : The Ring
- 1952 : Kid Monk Baroni
- 1952 : Without Warning!
- 1952 : The Thief
- 1952 : Le plaisir est pour demain (No Time for Flowers) de Don Siegel
- 1953 : Investigation criminelle (Vice Squad)
- 1953 : Sabre Jet (en)
- 1953 : Project Moonbase
- 1953 : La Lune était bleue (The Moon Is Blue)
- 1953 : La Vierge sur le toit (Die Jungfrau auf dem Dach) (version allemande de La Lune était bleue, 1953)
- 1954 : Les Révoltés de la cellule 11 (Riot in Cell Block 11)
- 1965 : Gunsmoke ("Gunsmoke" (1955) TV Series)
- 1955 : Le Bandit (The Naked Dawn)
- 1956 : Comanche
- 1956 : Le Brave et le Téméraire (The Bold and the Brave)
- 1956 : Les Collines nues (The Naked Hills) de Josef Shaftel (en)
- 1956 : La Cinquième Victime (While the City Sleeps)
- 1956 : No Place to Hide
- 1956 : L'Invraisemblable Vérité (Beyond a Reasonable Doubt)
- 1957 : Meurtres sur la dixième avenue
- 1959 : Crime & Punishment, USA
- 1969 : Sam Whiskey le dur (Sam Whiskey)
- 1970 : The Secret of the Sacred Forest
- 1974 : I Dismember Mama
- 1975 : Gemini Affair
- 1976 : The Witch Who Came from the Sea

### Télévision
- 1953 : Letter to Loretta (série télévisée)
- 1955 : The Adventures of Champion (en) (série télévisée)
- 1957 : African Patrol (série télévisée)
- 1958 : Man With a Camera (série télévisée)
- 1959 : Johnny Ringo (série télévisée)
- 1959 : Aventures dans les îles ("Adventures in Paradise") (série télévisée)
- 1959 : The Detectives Starring Robert Taylor (série télévisée)
- 1960 : The Westerner (série télévisée)
- 1962 : McKeever & the Colonel (série télévisée)
- 1964 : L'Île aux naufragés (Gilligan's Island) (série télévisée)
- 1965 : La Grande Vallée (The Big Valley) (série télévisée)